# Manu Delago

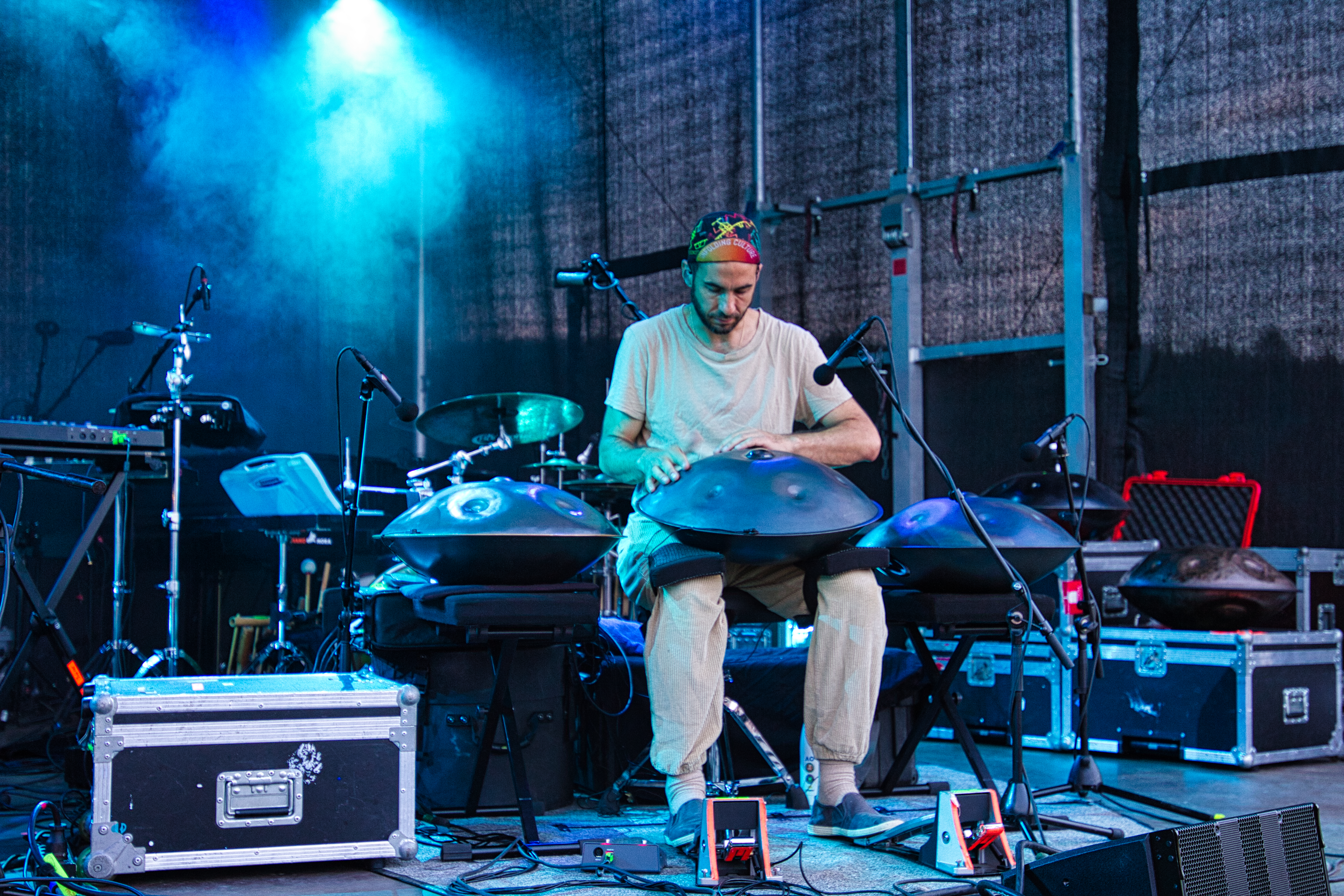
Mit dem Manu Delago Ensemble auf dem INNtöne Jazzfestival 2024

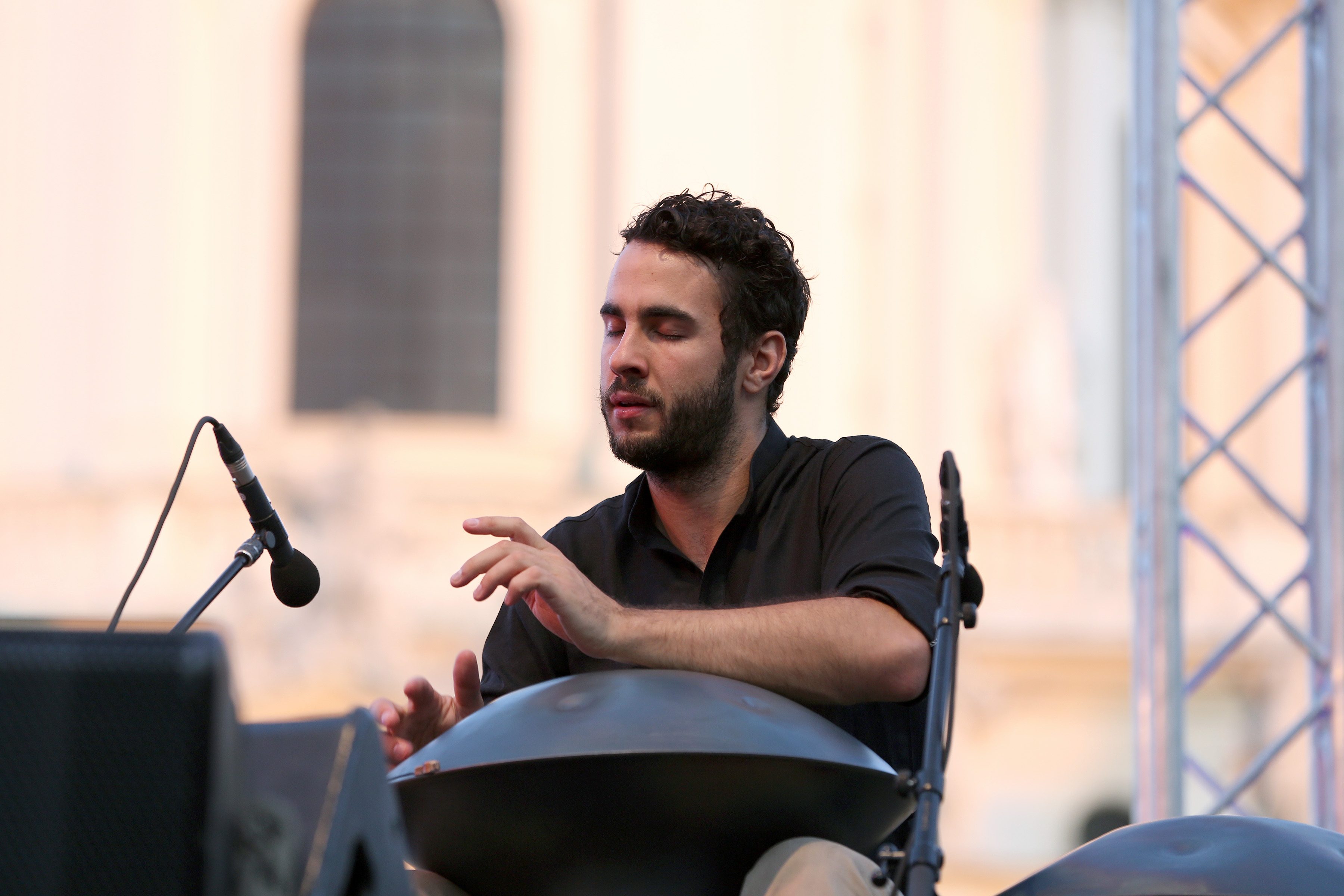
Manu Delago (Popfest 2014)

Manu Delago (* 31. Juli 1984 in Innsbruck) ist ein österreichischer Musiker und Komponist.

## Leben
Mit zwei Jahren saß er bereits am Schlagzeug, mit sechs Jahren nahm er Unterricht in Ziehharmonika und mit zehn in Klavier und Marimbaphon. In der Welt des Rock zuhause trommelte Manu Delago bereits mit 14 Jahren in diversen Bands und prägte sie in seiner eigenen Art, immer wieder Klischees verlassend, Grenzen überschreitend. Während des Besuchs des Musikgymnasiums in Innsbruck spielte er hunderte Auftritte mit Künstlern verschiedenster Genres wie HotchPotch, Zabine, The Next Step oder den Starmaniasiegern Michael Tschuggnall und Nadine Beiler.
Nach dem klassischen Schlagwerkstudium am Tiroler Landeskonservatorium bzw. an der Universität Mozarteum übersiedelte er nach London, wo er Jazz-Schlagzeug an der Guildhall School of Music & Drama studierte. Während dieser Zeit spezialisierte sich Manu Delago auf das Musikinstrument Hang. Mit der Entdeckung dieser neuen Klangskulptur begann Manu Delago vermehrt zu komponieren, gründete seine eigenen Ensembles und konzertierte seit 2007 in über 50 Ländern auf 6 Kontinenten darunter in ikonischen Venues wie Royal Albert Hall, Roundhouse, Royal Festival Hall and Barbican in London, Carnegie Hall in New York, dem Sydney Opera House und Fuji Rock Festival in Japan.

## Projekte

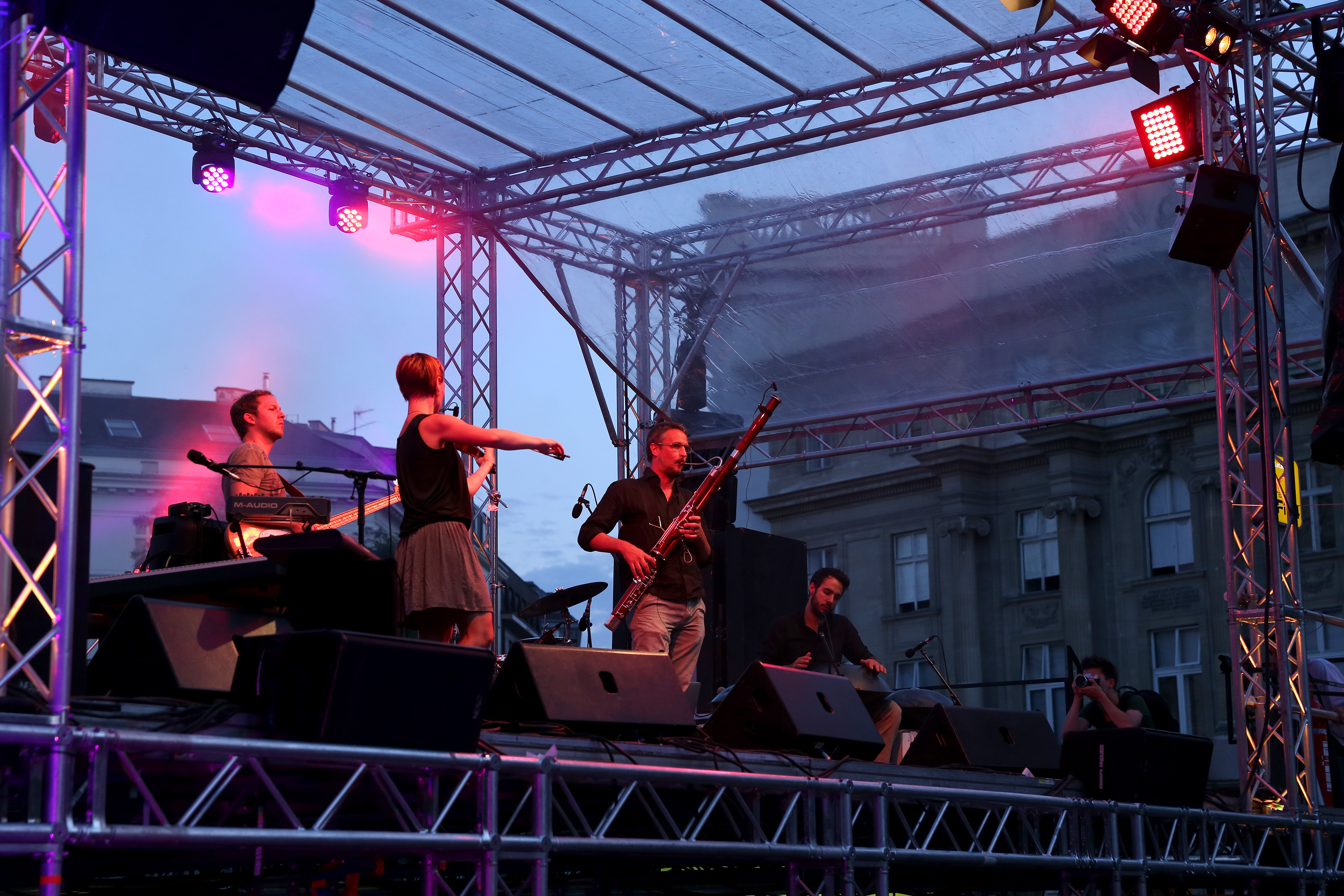
Manu Delago Handmade (Popfest 2014)

2006 gründete Manu Delago gemeinsam mit Christoph Pepe Auer Living Room, das erste Bassklarinette-Hang-Duo der Welt. Das „außergewöhnliche Wohnzimmer“ veröffentlichte seither zwei Alben und trat u. a. in London, Berlin, Madrid, Wien, Budapest sowie in Simbabwe, Kanada, USA, Mauritius und China auf.
Ein weiteres Hauptprojekt, Manu Delago Handmade, baut auf die intensive Dynamik und Vielseitigkeit des Ensembles aus. Das Trio setzt sich aus Isa Kurz (Gesang, Violine und Klavier), Philipp Moll (Bass) und Manu Delago, der in dieser Besetzung neben Hang auch Schlagzeug spielt, zusammen.
Daneben kollaboriert er häufig mit verschiedenen Bands und Solokünstlern, darunter z. B. Björk, Anoushka Shankar, Ólafur Arnalds, Ellie Goulding, Shpongle, Bugge Wesseltoft, Giannis Charoulis, Stuart McCallum, Boris Grebenshikov, uvm.
Mit Anoushka Shankar komponierte er 2015 das Album Land of Gold und wurde dafür für den 'Best World Music' Grammy nominiert.
2018 feierte sein Musikfilm Parasol Peak Premiere. Begleitet von sechs Musikern und einer Film-Crew besteigt Delago mehrere Klettersteige in den Tiroler Alpen und führt dabei acht Musikstücke in unterschiedlichen Höhenlagen auf.
Auf der 'ReCycling Tour 2021' reiste Manu Delago mit seiner Band fünf Wochen lang nur mit Fahrrädern und Anhängern durch Österreich, Süddeutschland und Südtirol, und absolvierte unterwegs 18 Konzerte sowie 1600 km und über 10 000 Höhenmeter. Auf der zweiten 'ReCycling Tour 2023' radelte seine Band von Innsbruck nach Amsterdam und spielte unterwegs 18 Konzerte.

## Diskografie

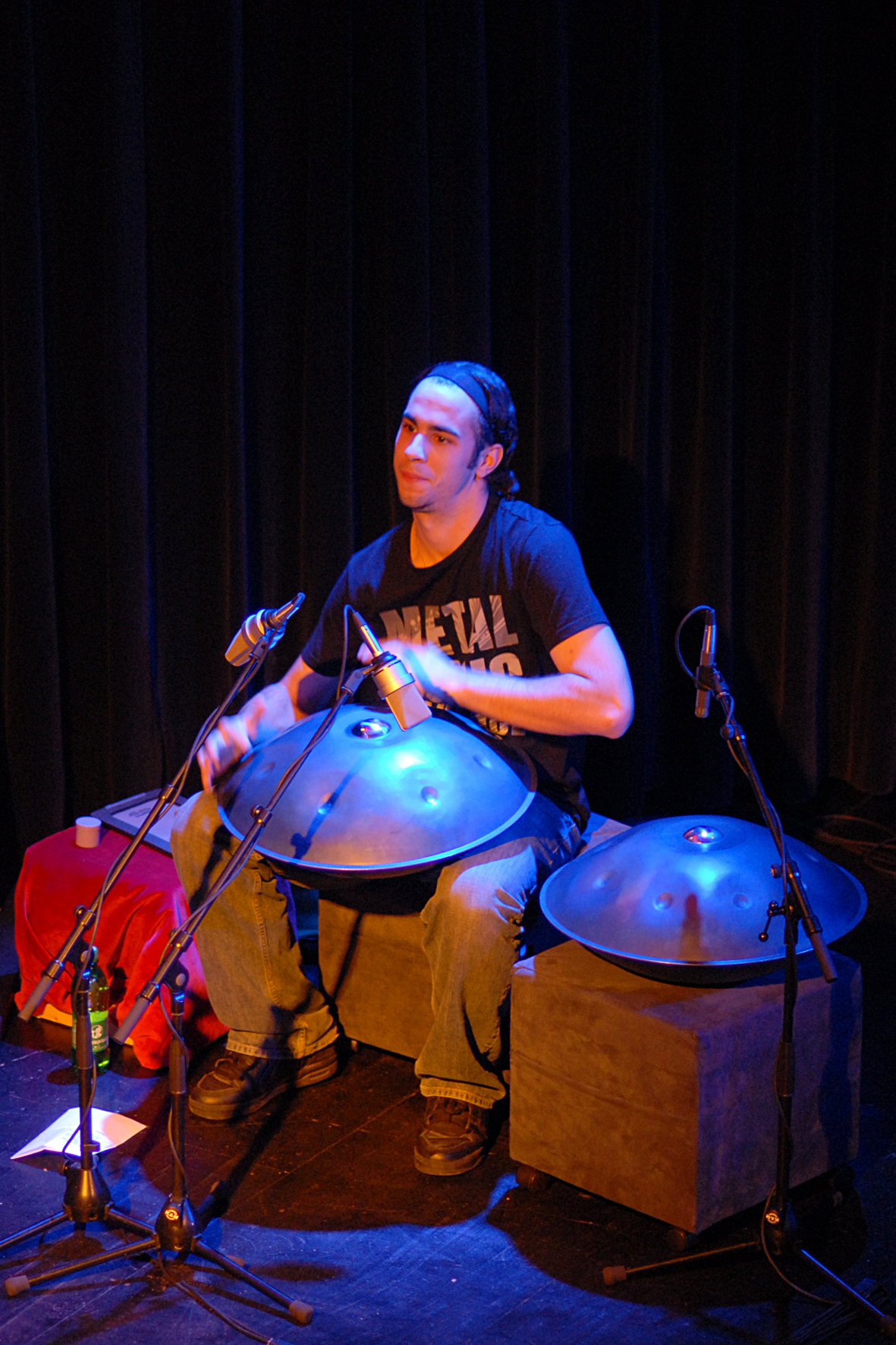
Manu Delago (2006)

### Soloalben
- 2006: Made in Silence
- 2007: Manu Delago Handmade
- 2007: Christoph Pepe Auer & Manu Delago – Living Room
- 2008: Adventions
- 2010: Living Room (Christoph Pepe Auer & Manu Delago) – Colouring Book
- 2010: Made in Silence 2
- 2012: Living Room in London (Christoph Pepe Auer & Manu Delago)
- 2013: Bigger than Home
- 2015: Silver Kobalt
- 2016: Metromonk
- 2018: Metromonk Unplugged
- 2018: Parasol Peak (Live in the Alps)
- 2019: Circadian
- 2020: Circadian (Live)
- 2021: Environ Me
- 2024: Snow from Yesterday (feat. Mad About Lemon)

### Features
- 2009: Nothing is something worth doing – Shpongle
- 2009: Live in Concert – Shpongle (DVD)
- 2011: Biophilia – Björk
- 2013: Traces of You – Anoushka Shankar
- 2014: Biophilia Live – Björk
- 2015: Dystopian Dream – Nitin Sawhney
- 2015: Vulnicura Live – Björk
- 2016: Land of Gold – Anoushka Shankar

### Weitere Kompositionen
- 2007: If you’re really right, will be proved by the light (für 3 Spieler auf 2 Marimbas)
- 2009: Pencilphonie No. 1 in Hb2 (ein ausgezeichnetes Selbstporträt)
- 2009: Los Cepillos de Dientes (Musik für 2 akustische Zahnbürsten)
- 2009: 5 ft 12 (Marimba solo)
- 2011: Concertino Grosso (für Handpan & Streichorchester)
- 2012 – CHS (hang & female choir in six parts)
- 2012 – Concertino Grosso (hang & string orchestra)
- 2014 – Secret Corridor (hang, electronics & string quartet)

- 2015 – Newton's Rainbow (hang, sarod & string orchestra)